# Рожанівка
Рожані́вка — село в Україні, у Товстенській селищній громаді Чортківського району Тернопільської області. Розташоване на річці Тупа.  До 2020 було підпорядковане Солоненській сільраді.
Населення — 687 осіб (2007).

## Історія
Перша писемна згадка — 1552 як Рогожна.
Діяли «Просвіта» (від 1902) та інші товариства.
12 червня 2020 року, відповідно до розпорядження Кабінету Міністрів України № 724-р «Про визначення адміністративних центрів та затвердження територій територіальних громад Тернопільської області» увійшло до складу Товстенської селищної громади.
19 липня 2020 року, в результаті адміністративно-територіальної реформи та ліквідації Заліщицького району, увійшло до складу новоутвореного Чортківського району.

## Населення

### Мова
Розподіл населення за рідною мовою за даними перепису 2001 року:
| Мова       | Кількість | Відсоток |
| ---------- | --------- | -------- |
| українська | 694       | 99.86%   |
| російська  | 1         | 0.14%    |
| Усього     | 695       | 100%     |

## Пам'ятки
- церква святого Володимира (1998, мурована);
- Пресвятої Євхаристії (2005, мур.);
- костьол Петра і Павла (1933)
- каплиця св. Миколая (1890, дерев.);
- «фігура» Ісуса Христа.

Встановлено пам'ятний знак полеглим під час німецько-радянської війни (1984), насипано символічну могилу Борцям за волю України (1995).
Скульптура Матері Божої
Щойновиявлена пам'ятка історії у селі Рожанівці Товстенської громади Чортківського району Тернопільської области України. Розташована біля дороги на село Солоне.
Виготовлена (камінь) та встановлена 1900 р. самодіяльними майстрами.

## Соціальна сфера
Працюють бібліотека, ФАП, ПП «Фортуна», фермерське господарство «Прометей», торговельний заклад.

## Відомі люди

### Народилися
- релігійний діяч Д. Лещишин,
- художник Є. Єловіцький.
- Швед Ярослав Антонович (нар. 1940) — Герой України, заслужений працівник сільського господарства України. Керівник приватного сільськогосподарського підприємства «Мамаївське» (с. Мамаївці Кіцманського району Чернівецької області).
- Стефан Ґой — селянин, політичний та громадський діяч Галичини середини XIX століття, посол до Австрійського парламенту 1848 року.

## Галерея

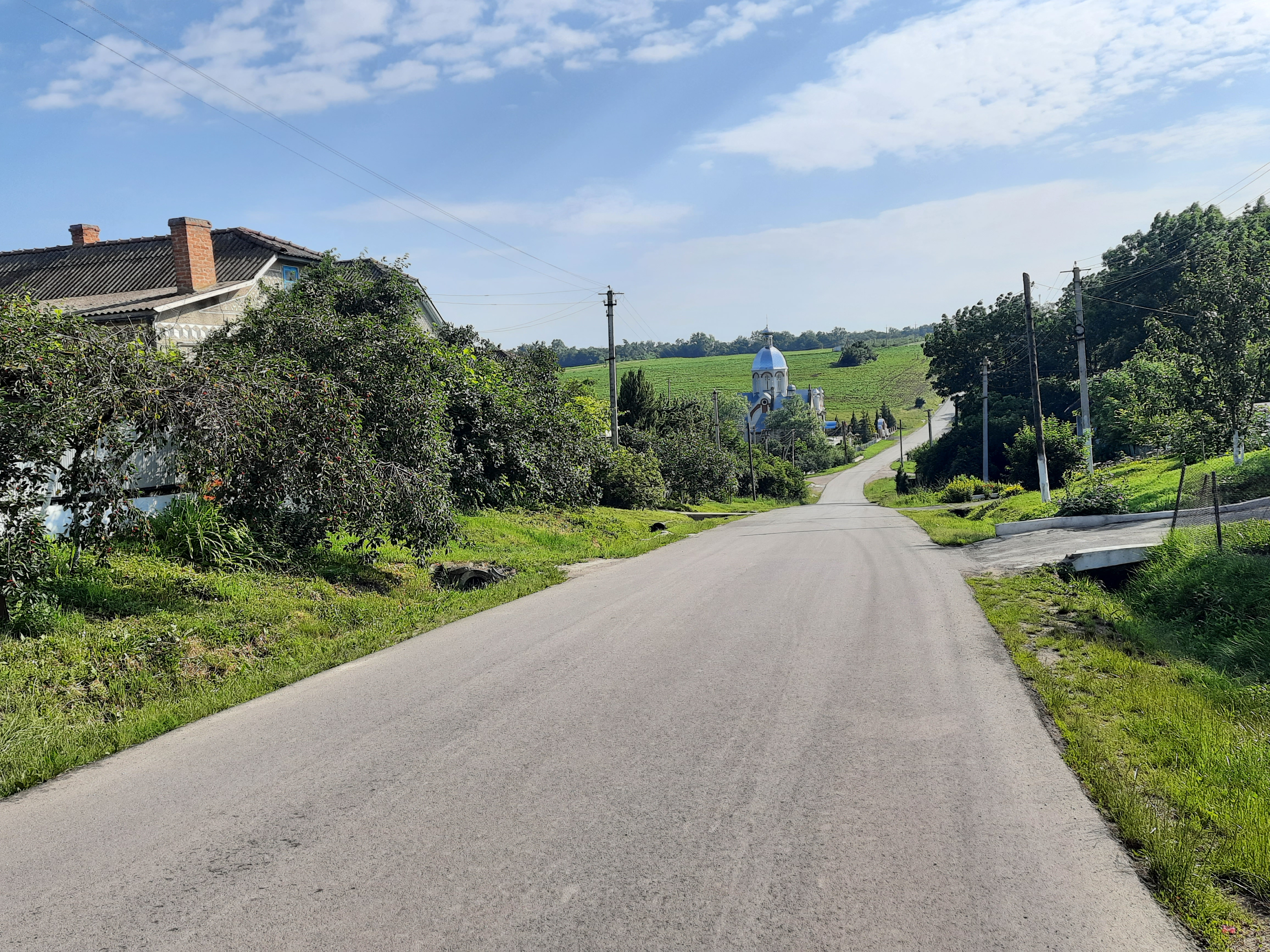
Центральна вулиця
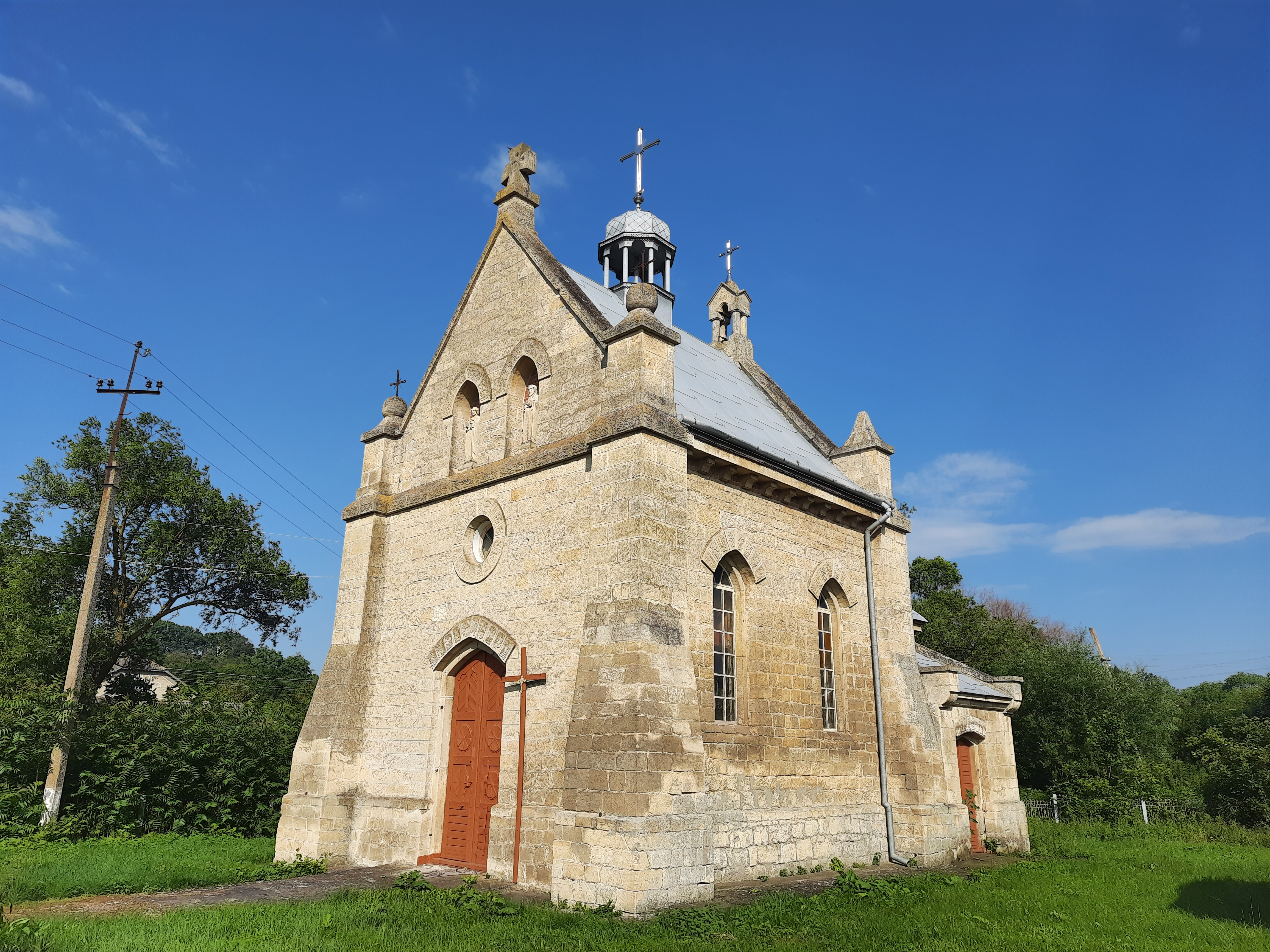
Костел Петра і Павла (1933)
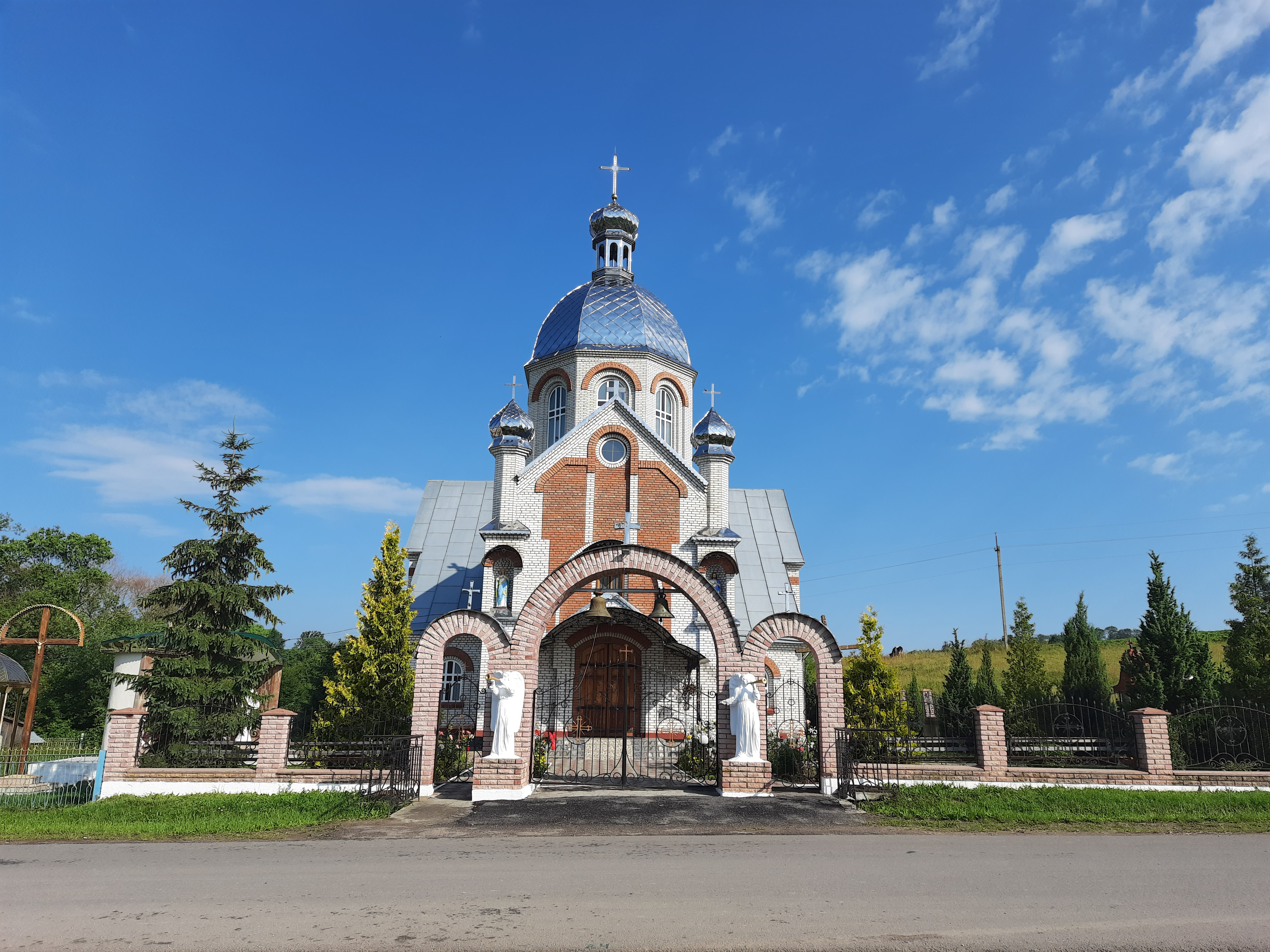
Церква Пресвятої Євхаристії
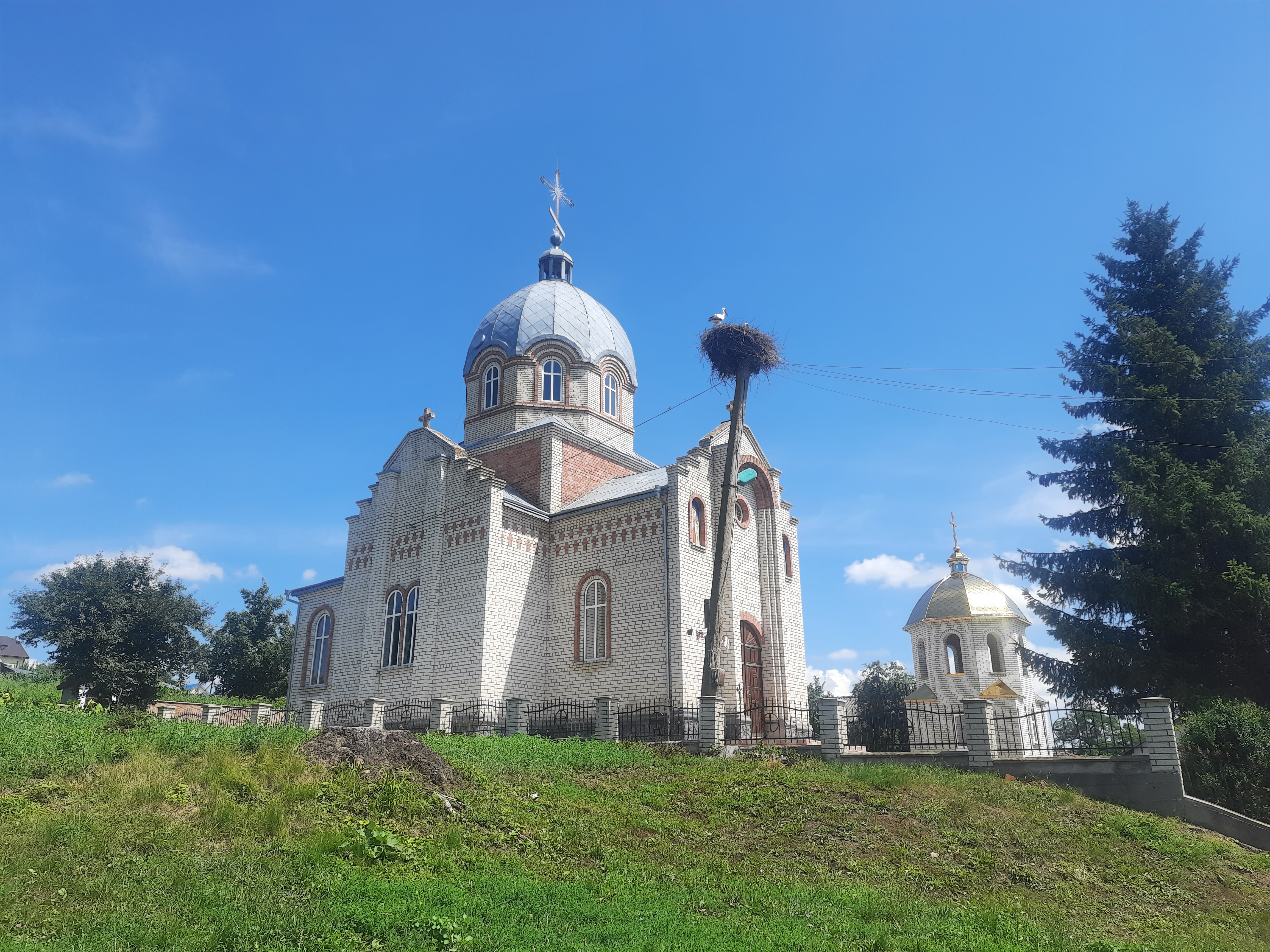
Церква Святого Володимира
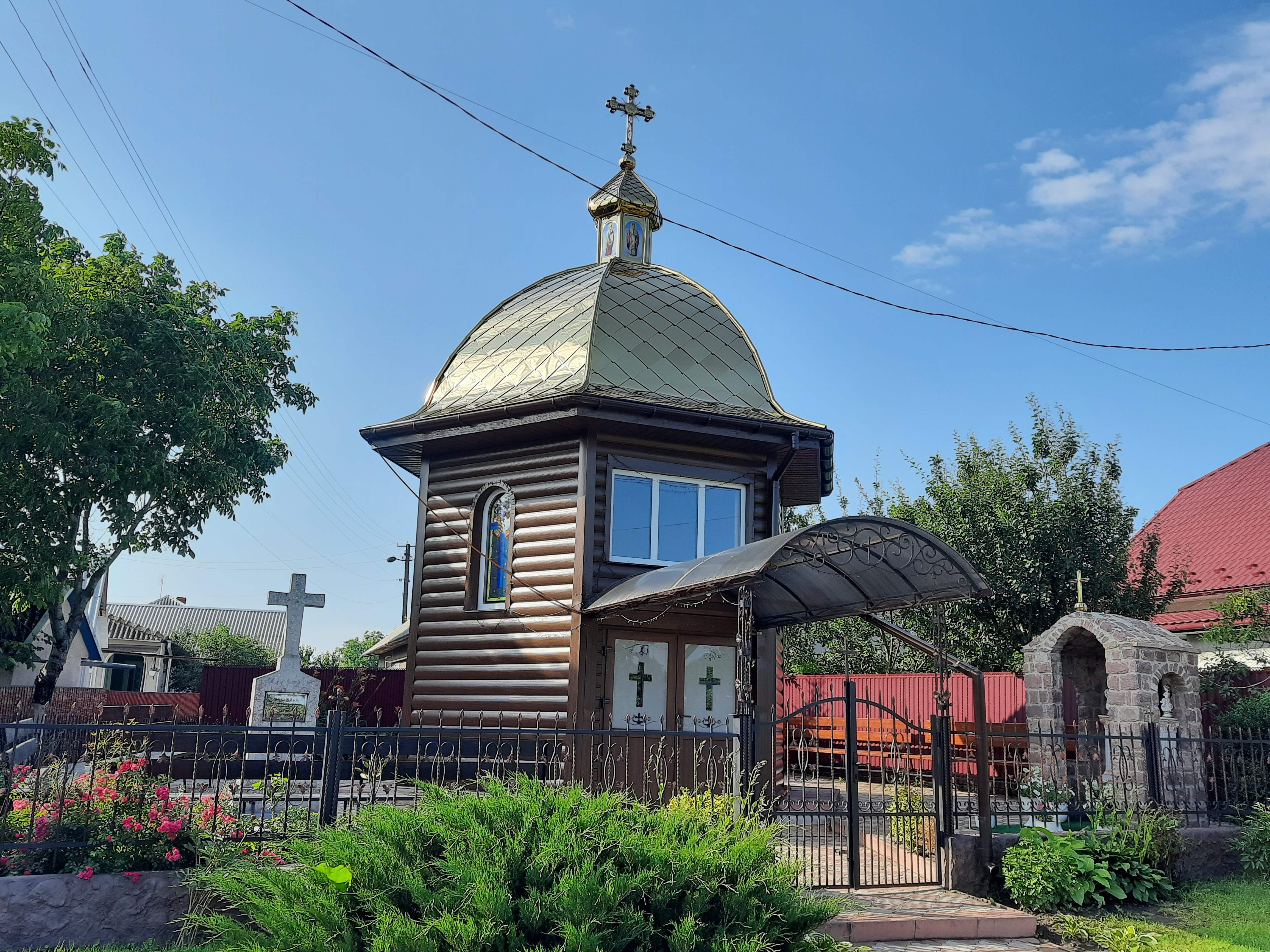
Каплиця Святого Миколая (1890)